# Molophilus (Molophilus) directidens
Molophilus (Molophilus) directidens is een tweevleugelige uit de familie steltmuggen (Limoniidae). De soort komt voor in het Palearctisch gebied.